# 第一次ホムスの戦い
座標: 北緯34度43分23秒 東経36度42分52秒 / 北緯34.723185度 東経36.714462度
第一次ホムスの戦いは、1260年12月10日にモンゴル帝国がペルシアに建国したイルハン朝とエジプトのマムルーク朝がシリアのホムスで争った戦いである。
1260年にアイン・ジャールートの戦いでマムルーク朝がイルハン朝に歴史的勝利を収めて以降、イルハン朝のフレグ・ハンはダマスカスのアイユーブ朝スルタンと他のアイユーブ朝の王子を捕らえ、復讐のため処刑し、事実上シリアの王朝を滅亡させた。しかし、アイン・ジャールートでの敗北はシリアおよびレヴァント地域からイルハン朝の軍をシリアの外へ追いやった。
この結果、シリアの主要都市であるアレッポ、ダマスカスはマムルーク朝の占領下に残された。しかし、ホムスおよびハマーは未成年のアイユーブ朝の王子が支配したままだった。カイロのマムルーク軍よりもむしろ、これらの王子らが、実際に第一次ホムスの戦いで勝利した。
フレグと彼のいとこのジョチ・ウルスのベルケとの間でモンゴル帝国の内戦として開戦したベルケ・フレグ戦争のため、イルハン朝はシリアの再征服のために6,000人の部隊しか送ることが出来なかった。アイン･ジャールートの戦いの前、マムルーク軍が優勢であった時にガザへの進軍を命じられたモンゴルの将軍キト・ブカのようなイルハン朝の将によって、この遠征は行われた。イルハン朝の軍は素早くアレッポを奪還し、更にホムスへ南下したものの、決定的敗北を喫した。この後いくつかの侵略が行われたが、イルハン朝の最初のシリア侵略作戦は終わり、1年以上継続して占領できた土地は無かった。